# Stará Kovárna aneb konec punku v Čechách
Stará Kovárna aneb konec punku v Čechách je hudební album nahrané členy kapely Tři sestry Lou Fanánek Hagenem a Františkem Sahulou.
I když Tři sestry toto album uvádějí ve své diskografii, není to řadové album.[zdroj?] Bylo spíš nahráno jako vzpomínka na punkové mládí. (Stará Kovárna jako za mlada. Neutuchající duch branickejch pankáčů). 

## Informace o titulu

### Stará Kovárna
- Lou Fanánek Hagen – zpěv, sbor
- František Sahula – zpěv, kytary, sbor
- Petr Václavek – baskytara
- Jiří Šimeček – bubny

### Ostatní pankáči
- Petr Ackermann – klávesy
- Michal Pešout – sampler
- Správce Martin – sbor

### Základní informace
- Natočeno v květnu a červnu 1994 ve studiu Propast
- Zvuková režie: P. Ackermann a V. Papež
- Míchačka: P. Ackermann
- Bouračka: Hagen, Papež a Pešout
- Produkce: Lou Fanánek Hagen
- Foto: Tomáš Choura 1994
- Obal: František Sahula jr. 1994

## Seznam skladeb
- 01. Stejně mi nedokážou nic 02:56 (The Clash: Should I Stay or Should I Go)
- 02. Gel na prdel 02:57 (Devo: Girl U Want)
- 03. Noste pivo celou noc 03:31 (The Stranglers: No More Heroes)
- 04. Smějeme se ve městě 03:12 (Letadlo: Smějeme se ve městě)
- 05. Policie vaří 05:16 (The Clash: Police and Thieves)
- 06. Krysy snad ji lapnou 04:06 (P.I.L.: This is not the Love Song)
- 07. Možná zejtra přijede president 03:42 (Sex Pistols: Holidays in th Sun)
- 08. Zlatohnědá 03:30 (The Stranglers: Golden Brown)
- 09. Viva la rock 03:34 (Adam Ant: Vive la Rock)
- 10. Manglovou 02:52  (Devo: Mongoloid)
- 11. Rokenról xindl 03:41 (Sex Pistols: The Great Rock 'n' Roll Swindle)